# 大治永興寺
大治永興寺位於四川省內江市東興區，文物遺址年代判定為清。2012年7月16日公佈為第八批四川省文物保護單位。
大治永興寺位於距內江城區四十華里的內江市東興區大治鄉永興村，建於清乾隆十三年（174.8），為木結構重簷歇山式屋頂，穿斗式梁架，二穿用四柱，簷下施斗拱14朵，面闊3間寬15.5公尺，進深11公尺，高6.5公尺，素面台基高1公尺，階梯式塌跺6級，老簷柱直徑.5公尺，覆龕式柱頂石，刻有花卉。大治永興寺造型古樸，雕刻精美，具有較高的歷史價值。2003年，被內江市東興區人民政府公佈為區級文物保護單位。2011年，被內江市人民政府公佈為市級文物保護單位。